# Євнух
Є́внух (грец. ευνούχος — охоронець ложа) — кастрат, спеціально оскоплений чоловік.
З давніх часів в багатьох країнах правителі хотіли мати слуг, які були б віддані лише їм, не були б прив'язані до родини, при цьому не могли б розраховувати на владу. Також в багатьох патріархальних суспільствах високий соціальний статус чоловіка проявлявся у великій кількості його жінок. Це призводило до виникнення суперечності: з одного боку чоловік хотів бути впевнений, що його жінки належать лише йому, і, відповідно, максимально ізолювати їх від інших чоловіків, з другого боку, сам він жінками не займався, а доручити догляд за жінками іншим чоловікам він не хотів і не міг. Для розв'язання подібних проблем почали використовувати євнухів. Кастрований чоловік вже не був повноцінним чоловіком, а ставав ніби істотою іншого виду; деякі автори давнини навіть поділяли людей на чоловіків, жінок та євнухів. Як неповноцінний чоловік євнух не міг претендувати на владу та й взагалі випадав зі звичної гендерної структури суспільства. Євнух як не чоловік не був конкурентом «справжнім» чоловікам. Саме це було головною причиною того, що їх допускали в гареми для нагляду за дружинами та наложницями. Як правило, кастрація полягала у видаленні яєчок, при цьому пеніс часто не чіпали. Нерідко, особливо якщо кастрація була здійснена в дорослому віці, євнухи зберігали, як правило, кілька років після операції здатність до здійснення статевих актів. Однак подібне вже мало кого цікавило.
Євнухів використовували для нагляду за жінками володарів чи, рідше, найзнатніших людей. Євнухи, маючи справу з особистим життям правителя, дуже часто ставали секретарями, радниками, посланцями тощо. Вважалося, що відсутність родини та, особливо, дітей, яким можна в спадок передати багатство чи владу, робить євнухів особливо вірними та відданими своєму володарю. Насправді ж часто, навпаки, відсутність родини робила євнухів вільними від будь-яких зобов'язань, а відсутність власних дітей змушувала переносити батьківські почуття на племінників (чи інших молодших родичів) або ж прийомних дітей. Саме тому окрім євнухів, наглядачів за жінками були також євнухи-чиновники (аж до найвищих посад) та, навіть, воєначальники. Не слід також забувати, що в усі часи більшість євнухів була простою прислугою в гаремах та палацах.
Операція кастрації в давні часи за відсутності анестезії та дезінфекції була дуже небезпечною: більшість кастрованих помирало під час операції чи невдовзі після неї. Особливо високою була смертність серед дорослих чоловіків, тому намагалися каструвати дітей, та й коштував раб-хлопчик значно дешевше за дорослого. Висока смертність була причиною того, що євнухи коштували дорожче (в кілька разів) за звичайних рабів. Втім, не завжди кастрація була примусовою, наприклад, в Китаї більшість євнухів добровільно йшла на подібну операцію в надії вислужитися до високих посад при дворі.

## Османська імперія
- Ак-ага — в Османській імперії білий євнух у султанському палаці.